# Édouard Théodore-Aubanel
Pour les articles homonymes, voir Aubanel.
Joseph Gabriel Édouard Théodore-Aubanel est un éditeur œuvrant à Avignon au milieu du XXe siècle. Il est un des petits-fils du célèbre poète du félibrige Théodore Aubanel.

## Biographie
Né Aubanel, son patronyme devient Théodore-Aubanel à partir de 1924 par jugement du Tribunal civil.
Il entre aux affaires dans l'imprimerie familiale dès 1926 puis sera le fondateur et l'éditeur de la revue Vita Latina créée en 1956, à la suite du congrès d'Avignon, afin de promouvoir le latin vivant.
Cette revue a ainsi dès son origine publié de nombreux écrivains et auteurs latins modernes, ce qui rend ses premiers numéros extrêmement précieux. Actuellement, elle se consacre plutôt à la promotion de la civilisation et des lettres antiques et contient, concernant ces matières, des articles de grande vulgarisation rédigés en français ou en anglais.